# 2-ethylbutan-1-ol
2-ethylbutan-1-ol (vroeger: 2-ethylbutan-1-ol) is een organische verbinding. Het wordt toegepast bij het bereiden van zuivere ethanol door middel van destillatie. Zonder deze toevoeging vormen water en ethanol een azeotroop, waardoor het alcoholgehalte maximaal ongeveer 96% is.

## Naam van de verbinding
Hoewel de langste keten in dit molecuul vijf koolstofatomen telt, is de naam niet afgeleid van pentaan. De groep die de uitgang van de naam bepaalt, de hydroxylgroep, bevindt zich in aan het eind van een koolstofketen met slechts vier koolstofatomen, het is dus een butan-1-ol. Deze keten draagt op positie 2 een zijketen van 2 koolstofatomen: de ethylgroep. De uiteindelijke naam wordt dus: 2-ethylbutan-1-ol.

## Synthese
2-ethylbutan-1-ol wordt industrieel gemaakt via de aldolcondensatie van ethanal en butanal, gevolgd door hydrogenering van zowel de resterende aldehydefunctie als de bij de aldolreactie ontstane dubbele binding.